# Ławeczka Floriana Krygiera w Szczecinie
Ławeczka Floriana Krygiera w Szczecinie – pomnik polskiego piłkarza, trenera i działacza Floriana Krygiera, mieszczący się w Szczecinie przy wejściu na Stadion Miejski od strony ulicy Twardowskiego..
Autorem pomnika jest Maciej Jagodziński-Jagenmeer.

## Opis
Kompozycja przedstawia pomnik z brązu Floriana Krygiera, siedzącego na ławce stadionowej, która została wykonana z bloku litej bryły granitu strzegomskiego. Krygier ubrany jest w charakterystyczny dla siebie sposób: na elegancki garnitur założoną ma kurtkę sportową. Prawą rękę opiera na udzie, lewą trzyma piłkę, przy prawym boku leży charakterystyczny kapelusz.
Na bocznych ścianach znajdują się wypiaskowany napis: „Florian Krygier 1907 – 2006” oraz motto trenerskie: „W sporcie nigdy się nie przegrywa, bo albo się wygrywa, albo się uczy”.

## Historia
Projekt pt. Instalacja artystyczna Floriana Krygiera na Stadionie Miejskim w Szczecinie wygrał 8. edycję Szczecińskiego Budżetu Obywatelskiego, zdobywszy 11 507 głosów mieszkańców. 27 kwietnia 2021 roku Rada Miasta Szczecin podjęła uchwałę, w której wyraziła zgodę na wzniesienie pomnika upamiętniającego postać Floriana Krygiera, w bezpośrednim otoczeniu Stadionu Miejskiego im. Floriana Krygiera w Szczecinie.
27 września 2022 roku rozstrzygnięto konkurs, w którym jury pod przewodnictwem Małgorzaty Kopczyńskiej wybrało zwycięski projekt. W konkursie ostatecznie wzięły udział dwie prace, pozostałe pozostałe nie spełniły wymogów formalnych określonych w regulaminie. Wygrała praca Macieja Jagodzińskiego ze Studia Rzeźby Jagenmeer. 
30 czerwca 2023 roku została wydana decyzja o pozwoleniu na budowę dla inwestycji.
3 sierpnia 2023 roku dokonano uroczystego odsłonięcia pomnika. Obecni byli m.in. prezydent Szczecina Piotr Krzystek oraz prezes Pogoni Szczecin Jarosław Mrożek. 